# 翟景輝
翟景輝（英語：Mark Drakeford，1954年9月19日—）是一位威爾斯的政治人物，黨籍為工黨，現任威爾斯財政及威爾斯語大臣 ，曾任威爾士首席部長。
2018年秋，時任首席部長莊家偉宣布辭任工黨黨魁以及首席部長之職務，翟景輝為第一名宣布競逐的參選人。2018年12月6日，翟景輝於領袖選舉次輪以取得53.9%選票的姿態獲勝，成為新任黨魁。12日，獲國民議會議員提名首席部長一職，翌日上任。
成為首席部長前，曾任財政部長、脫離歐洲聯盟事務部長以及衛生部長。